# Klisura Peak
Klisura Peak är en bergstopp i Antarktis. Den ligger i Sydshetlandsöarna. Argentina, Chile och Storbritannien gör anspråk på området. Toppen på Klisura Peak är 396 meter över havet.
Terrängen runt Klisura Peak är kuperad västerut, men österut är den bergig. Havet är nära Klisura Peak åt sydost. Trakten är glest befolkad. Närmaste befolkade plats är St. Kliment Ohridski Base, 11,1 kilometer nordväst om Klisura Peak. 

## Bildgalleri

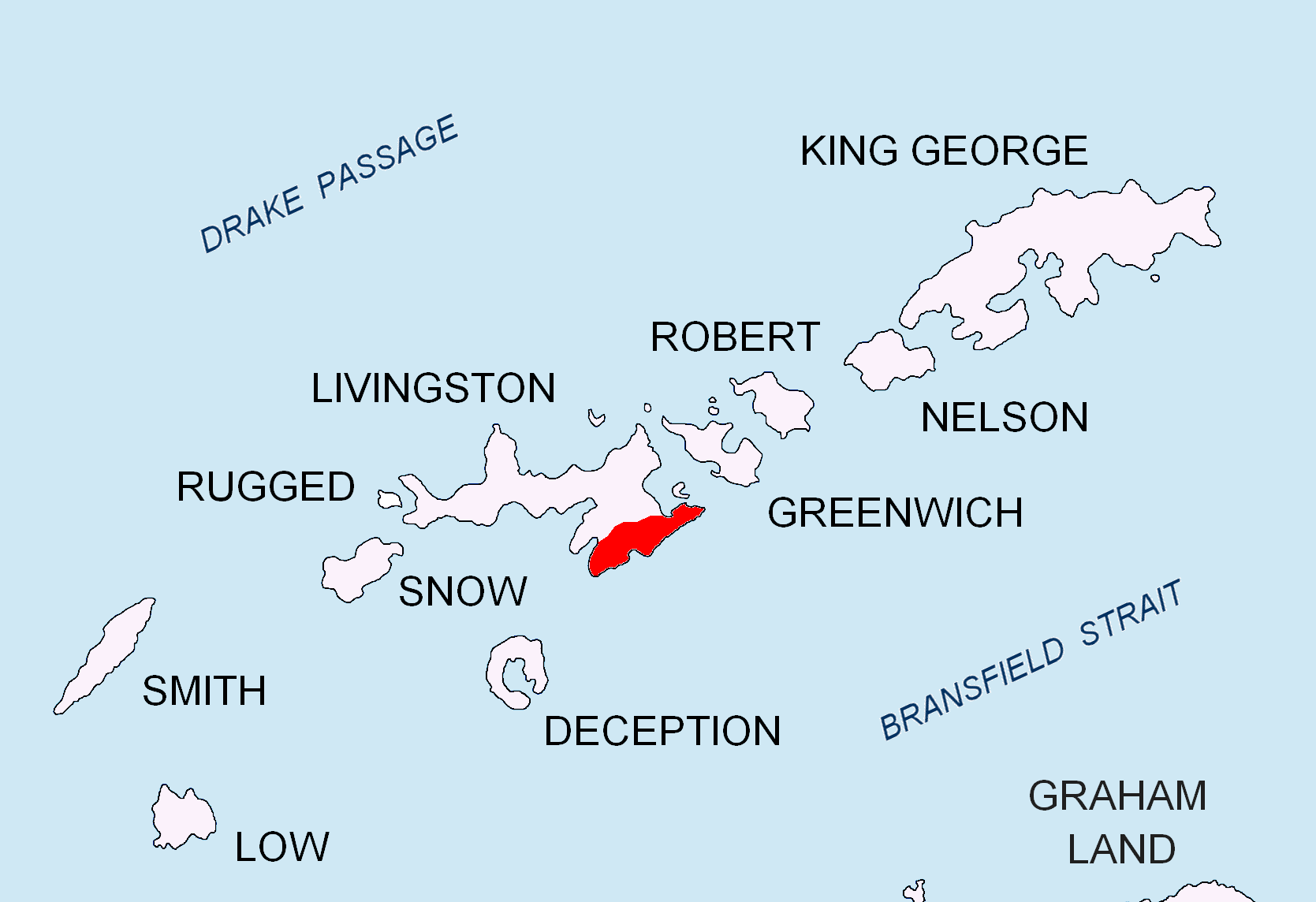
Karta
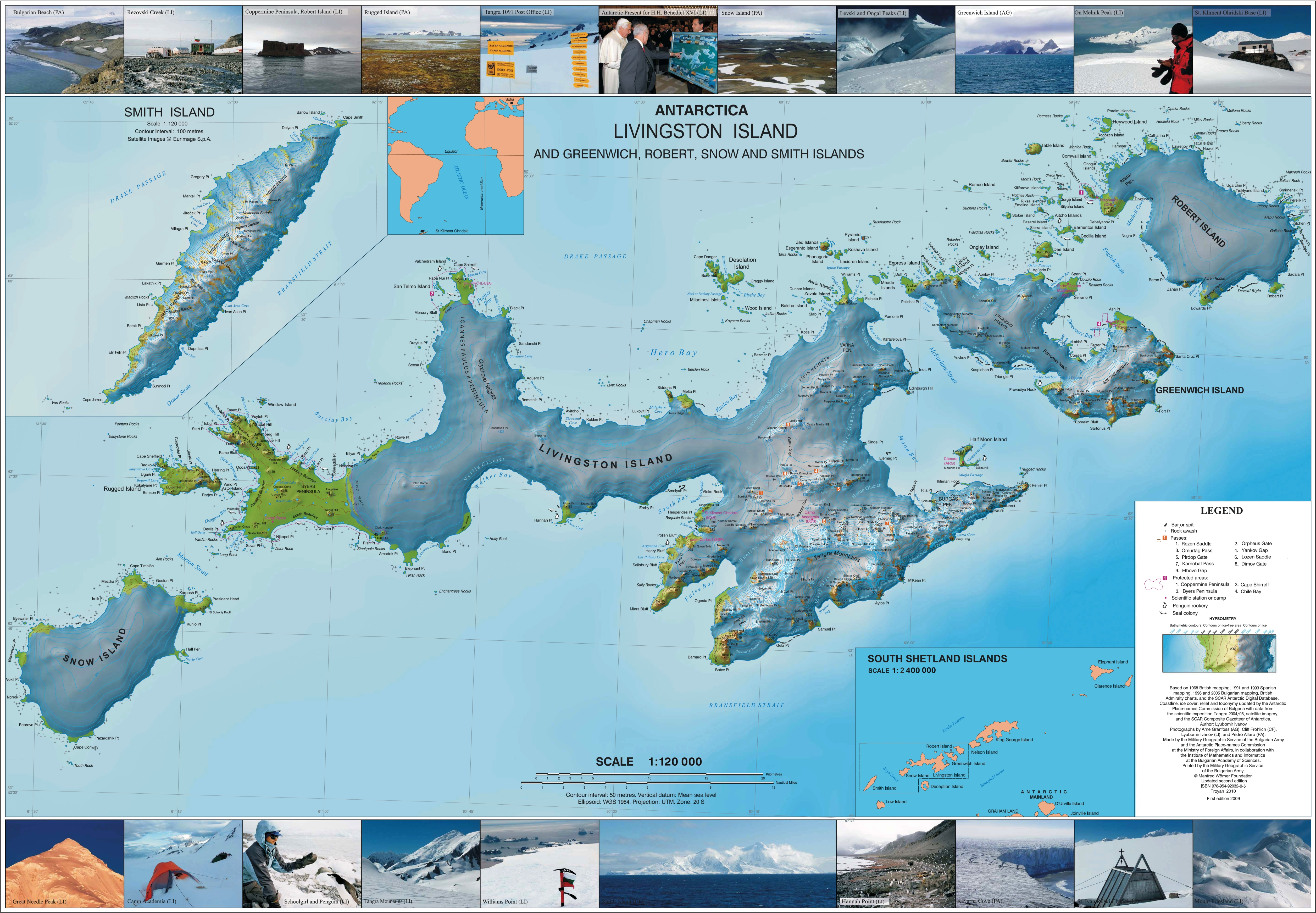
Karta
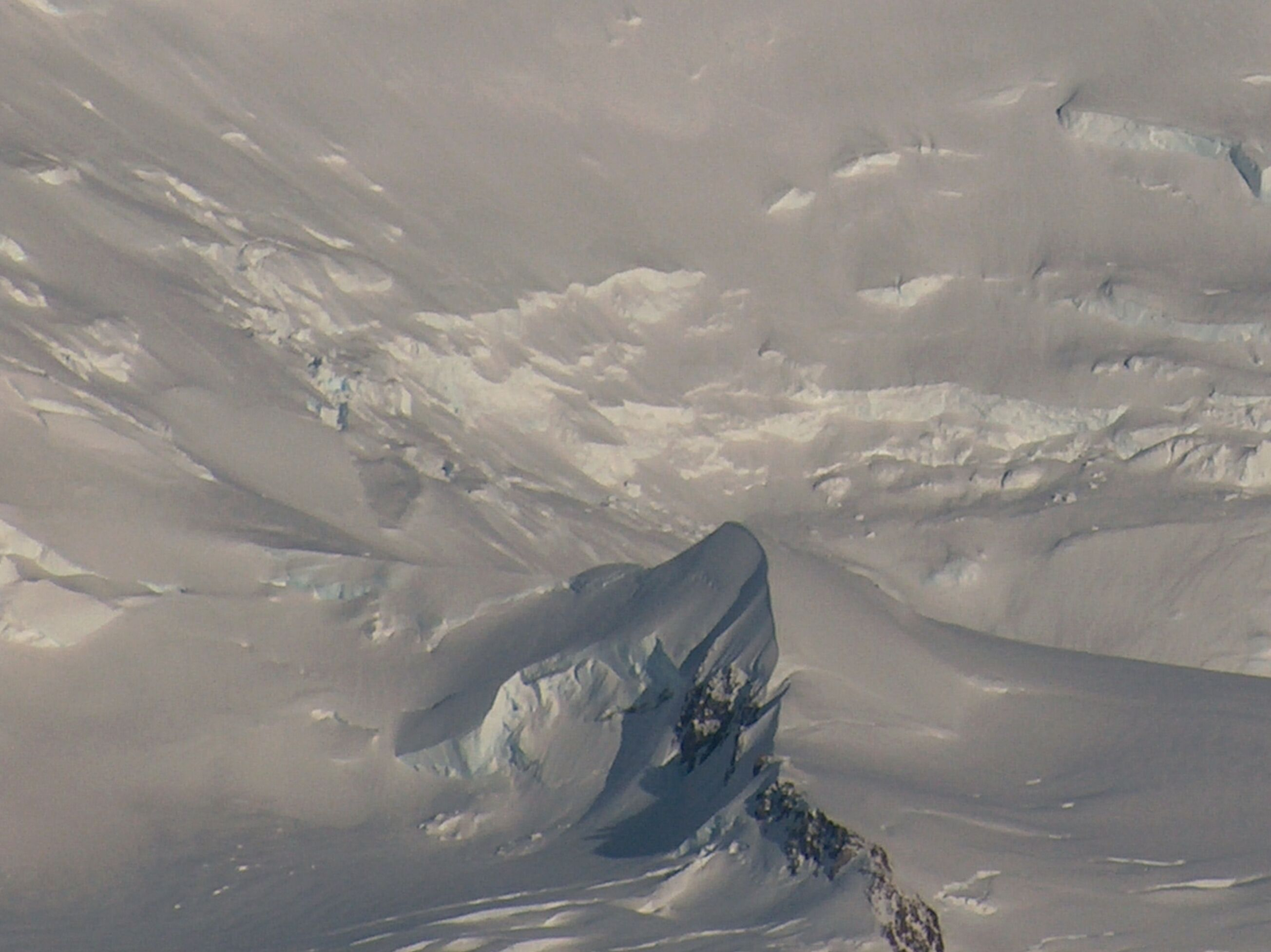
Klisura Peak